# Lituânia nos Jogos Olímpicos de Verão de 1992
A Lituânia competiu nos Jogos Olímpicos de Verão de 1992, realizados em Barcelona, Espanha.